# Sorbiers (Hautes-Alpes)
Sorbiers település Franciaországban, Hautes-Alpes megyében. Lakosainak száma 49 fő (2022. január 1.). Sorbiers L’Épine, Montjay, Ribeyret, Saint-André-de-Rosans, Chauvac-Laux-Montaux és Villebois-les-Pins községekkel határos.

## Népesség
A település népessége az elmúlt években az alábbi módon változott:
| Lakosok száma | 19   | 28   | 36   | 38   | 41   | 38   | 36   | 35   | 40   | 49   |
|               | 1968 | 1982 | 1990 | 2006 | 2013 | 2015 | 2017 | 2019 | 2020 | 2022 |